# Omalur
Omalur là một thị xã panchayat của quận Salem thuộc bang Tamil Nadu, Ấn Độ.

## Địa lý
Omalur có vị trí 11°44′B 78°04′Đ / 11,73°B 78,07°Đ Nó có độ cao trung bình là 298 mét (977 feet).

## Nhân khẩu
Theo điều tra dân số năm 2001 của Ấn Độ, Omalur có dân số 12.536 người. Phái nam chiếm 51% tổng số dân và phái nữ chiếm 49%. Omalur có tỷ lệ 64% biết đọc biết viết, cao hơn tỷ lệ trung bình toàn quốc là 59,5%: tỷ lệ cho phái nam là 71%, và tỷ lệ cho phái nữ là 58%. Tại Omalur, 10% dân số nhỏ hơn 6 tuổi.